# Vóley Murcia
Voley Murcia är en volleybollklubb från Murcia, Spanien. Klubben grundades 1978. Klubben har både blivit spanska mästare tre gånger och spelat final i Copa de la Reina en gång.